# Abraham Johannes Brevet
Abraham Johannes Brevet  (IJzendijke, 15 december 1830 – Maastricht, 9 juli 1889) was een Nederlands waterbouwkundige, zoon van de notaris J. Brevet. 

## Opleiding
Hij werd in 1847 student aan de Koninklijke Akademie te Delft en in 1851 civiel ingenieur. Hij was al vaak in de vakantie bij zijn zwager, de waterstaatsingenieur Johan Strootman, als volontair in dienst geweest en had zo een praktische en bekwame leermeester. In 1851 was hij onder Strootman betrokken bij de bouw van de koopvaardersschutlsuis in Niewediep aan het noordelijk uiteinde van het Noordhollandsch Kanaal. Daarna werkte hij onder ir. Fijnje aan de spoorlijn van Antwerpen naar Moerdijk. Na zijn examen voor de van de waterstaat kreeg hij in 1853 een aanstelling als surnumerair, waar hij een deel van het werk van de ziekelijke ingenieur Boerrigter waarnam. Van 1853 tot 1854 werkte hij te Gorinchem onder de hoofdingenieur-titulair Docters van Leeuwen bij de vorming van de Nieuwe Merwede. 

## Utrecht
Vervolgens werd hij benoemd tot aspirant-ingenieur en werd arrondissementsingenieur in Utrecht, in 1856 in Roermond en in 1860 in Zutphen. In oktober 1861 werd hij bevorderd tot ingenieur 2e klasse. Hij heeft toe gewerkt aan het Apeldoorns kanaal. Omdat hij er te weinig op lette om het kanaal in de zomer te voeden kwam het kanaal soms droog te staan, waardoor er soms konijnenholen in de kanaalbodem gevonden werden.   
Hij heeft ook de verbouwing van De Kruisberg in Doetinchem tot gevangenis voor jongens geleid. Ook leidde hij de verhoging van de overlaat in de Kanonsdijk tegenover Zutphen. In 1867 is hij overgeplaatst naar Maastricht.  

## Friesland
In 1870 is hij naar Leeuwarden overgeplaatst, waar hij ingenieur voor het westelijk arrondissement werd, hiertoe hoorde ook de haven van Harlingen. Deze haven moest ingevolge de wet van 1 juni 1870 van rijkswege worden aangelegd in verband met de bouw van de staatsspoorlijn A: Harlingen-Leeuwarden, en er was daarvoor door ingenieur Waldorp een ontwerp gemaakt. Brevet deed geen poging in dit plan iets te veranderen, en heeft de haven geheel volgens dat plan uitgevoerd. Volgens Ramaer is de door Brevet gebouwde kademuur in de storm van 31 januari 1877 onderuitgezakt, waardoor er geen treinverkeer meer mogelijk was. Dagbladen van begin februari melden over deze storm het nodige, maar problemen met de kade worden nergens vermeld. Er was wel wat schade op de op dat moment in aanleg zijnde Noorderhavendam.
Brevet heeft de Pollendam ontworpen, die echter volgens zijn denkbeelden een geheel andere werking zou moeten uitoefenen dan hij gedaan heeft; Brevet meende, dat een geul langs de noordzijde van de dam te onderhouden zou zijn, en hij legde de dam dus langs de zuidzijde van de reeds gebaggerde geul; na enige jaren bleek het, dat zich een geul langs de zuidzijde van de dam had uitgeschuurd, die dieper was dan de gebaggerde aan de noordzijde. De dam werd in 1875 ter lengte van 1000 meter aangevangen, in 1882 was hij ten gevolge van 5 verlengingen 2940 meter lang.

## Zeeland
Brevet werd met ingang van 1 april 1881 bevorderd tot hoofdingenieur en kreeg standplaats Middelburg. Ondanks dat hijzelf en zijn vrouw uit Zeeland kwamen viel hem deze baan erg zwaar en had hij volgens Ramaer niet de energie om zich in de Zeeuwse problematiek in te werken. In november 1887 werd hij overgeplaatst naar Maastricht,  Kort daarna is hij overleden. 

## Privé
Brevet trouwde op 4 april 1860 in Zonnemaire met Jacoba Gillezina Moolenburgh. Zij kregen geen kinderen.
- Biografisch Portaal: 53485775